# 梅山岛

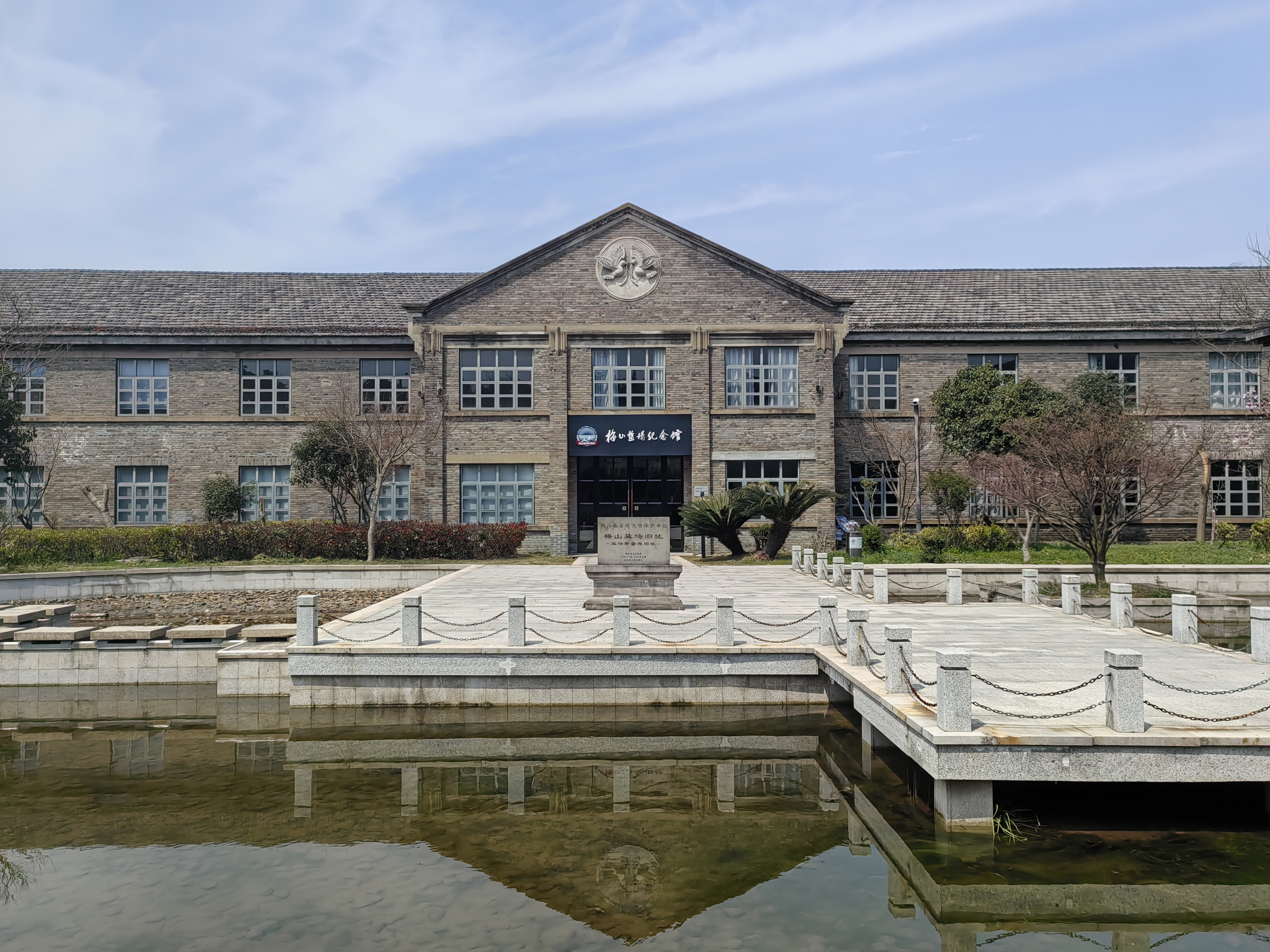
位於梅山島的梅山鹽場紀念館

梅山岛位于浙江省宁波市穿山半岛东南，隔佛渡水道与六横岛和佛渡岛相望。总面积26.90平方公里，人口12,285（2000年普查），岛上最高峰海拔148.8米。属宁波市北仑区管辖，设有梅山街道，有梅山大桥连接大陆。

## 历史
- 2008年2月22日，七姓涂围涂工程开工建设。该工程是梅山保税港区建设的重要组成部分，总投资7.2亿元、规划围垦面积1.38万亩（合9.2平方公里）。[1]